# De Dion-Bouton Type BR
Der De Dion-Bouton Type BR ist ein Pkw-Modell aus der Anfangszeit des 20. Jahrhunderts. Hersteller war De Dion-Bouton aus Frankreich.

## Beschreibung
Die Zulassung durch die nationale Zulassungsbehörde erfolgte am 26. September 1908. Vorgänger war der Type BH.
Der Vierzylindermotor hat 75 mm Bohrung, 100 mm Hub und 1767 cm³ Hubraum. Er war damals in Frankreich mit 12 Cheval fiscal (Steuer-PS) eingestuft. Er ist vorne im Fahrgestell montiert und treibt über ein Dreiganggetriebe und eine Kardanwelle die Hinterräder an. Der Wasserkühler ist direkt vor dem Motor hinter einem deutlich sichtbaren Kühlergrill. Die Hinterachse ist eine De-Dion-Achse.
Die Basis bildet ein Pressstahlrahmen. Der Radstand beträgt wahlweise 2520 mm oder 2780 mm und die Spurweite 1220 mm. Je nach Radstand ist eine Fahrzeuglänge von 3340 mm oder 3593 mm bekannt.
Bekannt sind Aufbauten als Doppelphaeton und Phaeton.
Das Modell wurde elf Monate lang produziert und dann ohne Nachfolger eingestellt.